# Ruder-Europameisterschaften 1923
Die Ruder-Europameisterschaften 1923 fanden auf dem Comer See in der italienischen Stadt Como statt.

## Ergebnisse
| Bootsklasse           | Gold | Silber | Bronze |
| --------------------- | --- | --- | --- |
| Einer                 | Rudolf Bosshard | Bert Gunther | Gustav Zinke |
| Doppelzweier          | Schweiz Rudolf Bosshard Heini Thoma | Niederlande Bert Gunther E. van Toorenburg                                                                                               | Italien Erminio Dones Lorenzo Salvini |
| Zweier mit Steuermann | Schweiz Édouard Candeveau Alfred Felber Émile Lachapelle (Steuermann)                                                                                                   | Italien Giovanni Scatturin Giuseppe Tasson Gino Sopracordevole (Steuermann)                                                              | Frankreich Eugène Constant Raymond Talleux Ernest Barberolle (Steuermann)                                                                                    |
| Vierer mit Steuermann | Schweiz Émile Albrecht Richard Frey Alfred Probst Eugen Sigg Hans Steiger (Steuermann)                                                                                  | Niederlande Willy Rösingh Teun Beijnen P.M. Duyvis M.M.C. Posno M.O. Davis (Steuermann)                                                  | Ungarn Zoltán Török Lajos Wick Károly Muhr Sándor Hautzinger Károly Koch (Steuermann)                                                                        |
| Achter                | Italien Luigi Miller Carlo Toniatti Simeone Cattalinich Petar Ivanov Giuseppe Crivelli Francesco Cattalinich Bruno Sorich Latino Galasso Vittorio Gliubich (Steuermann) | Schweiz Hans Schöchlin Arnold Reymond Moritz Müller Karl Schöchlin Heinrich Hauser Hans Wendling Paul Käser Hans Rüfenacht Walter Tenger | Tschechoslowakei Emil Ordnung Viktor Langer Václav Kautsky Ferdinand Brožek Otakar Votík Karel Knop Stanislav Bouška Ivan Schweizer Josef Jabor (Steuermann) |

## Medaillenspiegel
| Platz  | Land             | Gold | Silber | Bronze | Gesamt |
| ------ | ---------------- | ---- | ------ | ------ | ------ |
| 1      | Schweiz          | 4    | 1      | –      | 5      |
| 2      | Italien          | 1    | 1      | 1      | 3      |
| 3      | Niederlande      | –    | 3      | –      | 3      |
| 4      | Tschechoslowakei | –    | –      | 2      | 2      |
| 5      | Frankreich       | –    | –      | 1      | 1      |
| 5      | Ungarn           | –    | –      | 1      | 1      |
| Gesamt | Gesamt           | 5    | 5      | 5      | 15     |